# Habitatge al carrer Fira de Sant Isidre, 9 (Amer)
L'Habitatge al carrer Fira de Sant Isidre, 9 és una obra d'Amer (Selva) inclosa a l'Inventari del Patrimoni Arquitectònic de Catalunya.

## Descripció
Edifici cantoner de tres plantes, terrasseta coberta i teulada de doble vessant a façana. Com que el carrer fa desnivell, la part que dona al carrer Fira de Reis té tres plantes. Les façanes són arrebossades i pintades, a excepció feta dels emmarcaments de pedra sorrenca d'algunes de les obertures. L'estructura de l'edifici en planta és rectangular.
La planta baixa de la façana principal, del carrer Fira de Sant Isidre, conté una porta a la qual s'accedeix per dues rampes de ciment i uns esglaons de pedra. Aquesta porta està emmarcada de pedra sorrenca en grans blocs. Al costat esquerre hi ha una finestra també emmarcada de pedra i les restes consolidades i conservades d'un antic forn interior de planta semicircular amb coberta teulada d'una vessant. Al primer pis d'aquest costat hi ha dues finestres d'obra de ciment i rajola. A la part superior hi ha una terrasseta, formada per una part sobrealçada de la teulada amb coberta de doble vessant.
A la façana lateral hi ha dues obertures per planta. Destaca un balcó al primer pis i una finestra emmarcada de pedra sorrenca.
A la façana posterior, del carrer Fira de Reis, consta d'un portal emmarcat de pedra sorrenca i d'una entrada de garatge de porta metàl·lica. El marc de pedra de la porta té una gran llinda monolítica gravada amb el nom de MIQUEL PON i la data de 1821. Al primer pis, sobre la porta de pedra, continua una finestra balconera també emmarcada de pedra, amb barana de ferro senzilla, i una altra de més petita d'obra de rajola i arrebossat. Al pis superior hi ha dues obertures més similars a l'anterior.
Els ràfecs són de doble filera, una de rajola plana i una de teula. Les canaleres són metàl·liques.

## Història
Aquesta casa té l'origen al segle xix i ha estat reformada interior i exteriorment entre l'any 2000 i 2005.
A la zona del Firal, poc edificat fins a mitjan segle xx, era on antigament se situava la fira del bestiar en determinades èpoques de l'any.
Aquesta casa és recent feta (2004-2005), però l'anterior era originària del segle xix.
Sembla que el nom que hi ha a la llinda de la porta de la façana del carrer Fira dels Reis, Miquel Pon, era el d'un paleta o mestres de cases d'Amer del segle xix.